# Partició de Bèlgica

Comunitats:
Comunitat flamenca
Oficialment bilingüe
Comunitat francòfona
Comunitat germanòfona

La partició de Bèlgica o dissolució de l'estat belga, consisteix en la separació de les regions de Flandes, de parla neerlandesa, i Valònia, de parla francesa. La tensió entre les dues comunitats ha sorgit arran profunds conflictes culturals i econòmics, ja que la primera regió és més propera als Països Baixos i la segona a França.
Segons estimacions, el 60% de la població belga parla neerlandès (anomenat col·loquialment flamenc), mentre que el 40% parla francès. La majoria dels 6,23 milions de parlants de neerlandès viuen a la regió septentrional de Flandes, mentre que els 3,32 milions de francoparlants es concentren al sud, a la regió de Valònia. La Regió de Brussel·les-Capital, és oficialment bilingüe, però, el 85% de la població parla francès. A més, 73 mil persones de l'est de Valònia formen part de la petita comunitat de parla alemanya.
Gràcies al poder polític i econòmic de l'aristocràcia francesa, el francès es va convertir en llengua oficial de tota Bèlgica el 1898. Tot i la forta reacció de Flandes, el neerlandès no va ser declarat oficial a aquesta regió fins a 1921. A això es va sumar l'afrancesament de Brussel·les, ciutat on fins a 1950 el neerlandès va ser la llengua majoritària, i que avui només és parlada pel 15% de la població. D'altra banda, si bé la regió francesa acaparà el creixement econòmic durant el segle xix, la indústria valona va entrar en decadència al mateix temps que la de Flandes va créixer ràpidament durant el segle xx, i va donar lloc a una excessiva dependència del sud respecte al nord.
Actualment l'ultradretà Vlaams Belang (Interès Flamenc) i la conservadora Nieuw-Vlaamse Alliantie (N-VA, Nova Aliança Flamenca), donen suport la independència de Flandes.
En principi la independència no és quelcom de previst en els tractats de la Unió Europea i representants de la Comissió Europea han afirmat que quan una part d'un Estat membre s'independitza però desitja romandre a la UE, aquesta hauria de tornar a sol·licitar el seu ingrés per unir-s'hi com si es tractés d'un nou país que vol incorporar-se des del principi (existint la possibilitat que l'Estat del qual prové pogués votar en contra de la seva adhesió). No obstant això altres analistes legals opinen que els Estats resultants de la secessió o dissolució d'un estat membre podrien continuar sent Estats membres de la Unió Europea. El 2012 es va presentar una Iniciativa Ciutadana Europea que sol·licitava a la Unió Europea legislar sobre això.
Donada l'heterogeneïtat cultural de la població belga i les seves similituds respectives amb els països limítrofs, des d'alguns cercles conservadors s'ha proposat la dissolució de l'estat belga i la seva integració en els països limítrofs: Flandes als Països Baixos, Valònia a França i la comunitat germanòfona de l'est de Valònia a Alemanya. També es proposa que en aquest cas la ciutat de Brussel·les es convertís en un subjecte federal administrat de manera directa per la Unió Europea que fes de capital de la Unió.